# 賴聲川
賴聲川（Stan Lai，1954年10月25日—），台灣舞台劇導演，籍貫江西会昌，客家人，生於美國華盛頓，美國加州柏克萊大學戲劇藝術博士，曾任國立臺北藝術大學戲劇學院教授及院長。1984年參與創立劇團表演工作坊，擔任藝術總監。自1984年開始劇場創作，後陸續開創台灣舞台劇市場、即興時事電視劇市場，受到中外媒體讚譽，並獲得諸多獎項。因為其妻丁乃竺的影響，賴聲川是藏傳佛教信徒，譯有多本藏傳佛教書籍。

## 個人生平
父親賴家球，曾任中華民國駐美外交官，外交部情報司司長兼發言人。在父親駐美期間，賴聲川出生於華盛頓，從小在美國長大。少年時期回到臺灣，父親去世後隨母親定居臺灣，由母親獨立撫養長大。成年後於輔仁大學英國語文學系就讀，後靠半工半讀於取得美國加州柏克萊大學戲劇藝術博士。回國後，曾擔任國立臺北藝術大學戲劇學院教授及院長。也曾擔任史丹佛大學、加州大學柏克萊分校、加州藝術學院、上海戲劇學院客座教授。現任台北表演工作坊和上海上劇場藝術總監、上劇堂戲劇創意學堂創辦人，同時擔任烏鎮戲劇節常任主席和評委會主席、南京新劇薈藝委會主席。
1982年，荷蘭阿姆斯特丹工作劇團（Amsterdam Werkteater）導演雪雲．史卓克（Shireen Strooker）受邀至柏克萊大學客座導戲，賴聲川任副導演，養成日後的集體即興創作方法。1984年，與李國修、李立群一同創立劇團表演工作坊，1985年推出該團第一部作品《那一夜，我們說相聲》。歷年創作或執導改編的作品包含《暗戀桃花源》、《如夢之夢》、《寶島一村》、《曾經如是》及相聲系列等近40部，以及《海鷗》、《等待狗頭》、義大利喜劇系列，並曾與NSO交響樂團合作莫扎特歌劇系列。
2013年5月，與陳向宏、黃磊、孟京輝共同發起、策畫首屆烏鎮戲劇節，並擔任藝術總監，在中國大陸浙江烏鎮舉辦國際戲劇節，吸引國際媒體和藝術人士關注。烏鎮戲劇節已成為中國、甚至全亞洲最具影響力的戲劇節。
2015年底，創立位於上海徐匯區的上劇場，為賴聲川的專屬劇場，是世界上少數由戲劇家自己設計，並以展現其作品為主要目標的劇場。這些年來，上劇場成為可以搬演賴聲川舊作品，並創作新作品的園地。目前已演出《在那遙遠的星球，一粒沙》、《嘰咕男女變形記》、《一夫二主》、《讓我牽著你的手》、《海鷗》、《水中之書》、《暗戀桃花源》（四種版本）、《圓環物語》、《冬之旅》、《寶島一村》、《藍馬》、《隱藏的寶藏》、《ㄠㄠ洞捌》、《曾經如是》、《如夢之夢》等。
2024年1月5日，賴聲川在其父親的家鄉江西會昌打造會昌戲劇小鎮，並與夫人—著名製作人丁乃竺，以及著名演員倪妮作為戲劇發起人，為小鎮揭開序幕，引起國內外各方媒體、藝術家及藝術愛好者的關注。小鎮以「戲在身邊，好在遠」為願景，賴聲川希望它能構建一方「戲劇生態」，為這座贛南老城注入戲劇、藝術、創意之活力。

## 各項政府委任工作
賴聲川曾擔任中華民國多次大型活動創意顧問。2009年，賴聲川擔任台北2009年夏季聽障奧林匹克運動會開閉幕總導演，創造出精緻而具創意的大型活動。2010年，應邀出任2010年臺北國際花卉博覽會開幕式藝術總顧問，呈現台灣之美。2011年，任臺灣燈會在苗栗之總顧問，該次臺灣燈會於展期內共創下802萬的觀燈人次，為歷屆燈會（至2013年為止）第三高紀錄。同年，亦任辛亥百年晚會藝術總監，國家級重要晚會首度由藝術工作者主導。

## 荣誉
曾二度獲中華民國國家文藝獎，也曾獲選為中華民國十大傑出青年；另曾任美國史丹佛大學客座教授及駐校藝術家。2007年，賴聲川獲創意中國盛典最具創意人物獎、EY年度創業家大獎、風尚大典年度戲劇貢獻獎，同年代表劇團表演工作坊接受台北市市長郝龍斌頒發第十一屆臺北文化獎。2010年，中國新聞週刊選為最有影響力人物，以及上海戲劇谷壹戲劇獎年度風雲人物。2011年，獲台灣公民最高榮譽之景星二等勳章，並榮獲上海戲劇谷壹戲劇獎最佳導演獎。2013年獲頒新京報權力榜『年度時尚創意大獎—年度藝文創意導師』。2019年，賴聲川獲頒羅馬尼亞錫比烏藝術節名人步道上一顆星，是第一位獲得此殊榮的華人。

### 中华民国勋章奖章
- 二等景星勋章（2011年10月25日于台北总统府颁授[2][3]）

## 重要編導作品
- 1985年，編導舞台劇《那一夜，我們說相聲》，3月1日首演於台北市國立藝術館，轟動全台，原聲錄音帶由飛碟唱片出版，立即成為白金唱片。
- 1986年，編導舞台劇《暗戀桃花源》，合併兩齣一今一古，一悲一喜的戲劇，獨特的內容再度造成轟動。1991年、1999年、2006年北京版（2012後成為經典版）、2016年紀念版，四度重製，1992年改編為電影，2006與台灣明華園歌仔戲團合作「明華園版」，2010年與杭州越劇團合作「越劇版」，2024年與會昌採茶劇團合作「採茶劇版」。2009年曾做過統計，在中國大陸未經授權的《暗戀桃花源》演出超過一千場。2015年賴聲川受奧勒岡莎士比亞戲劇節之邀，執導全英文版《暗戀桃花源》。2016年的「青春版」是全中國業餘與學校團隊比賽選拔出來的團隊，2017年上劇場專屬版首演。《暗戀桃花源》被紐約時報評為「當代中國最受歡迎的舞台劇[4]」。
- 1995年，超級電視台開播，劇團表演工作坊於9點半時段開闢即興時事電視劇《我們一家都是人》。《我們一家都是人》成功地將劇場表演帶入電視，創造出另類當日電視情境喜劇。1996年初，該劇移到8點檔黃金時段。直到1997年，賴聲川參與編導共600集。
- 2000年，發表8小時鉅作《如夢之夢》，創作工作坊從美國加州柏克萊大學開始（英文）到台北藝術大學（中文），以360度環繞形舞台打造華語劇場史詩。該戲於2002年（香港話劇團）、2005年、2013年、2022年重製。《如夢之夢》，因獨特的環繞劇場、精巧而複雜的故事架構，被中國日報（China Daily）評為「一個重要里程碑，可能是自古以來最偉大的華語戲劇」[5]。丹麥消息報評「《如夢之夢》是一齣傑作，西方世界正等待著它…是一個全球性的藝術作品[6]」。美國劇評人Jonathan Kalb （页面存档备份，存于）稱賴聲川「能跨越美國與中國劇場之間之間長期無法理解的障礙，成為重要的溝通媒介[7]」。
- 2000年發表《千禧夜，我們說相聲》，時序從1900年的北京，橫跨百年後的台北千禧大選事件，前呼後應，藉古諷今。2002年，受邀至中央電視台春節聯歡晚會演出。《表演藝術》說：「賴聲川談的將是中國文化和戲劇藝術的最深層──關於語言，關於『聽』。[8]」今周刊說：「《千禧夜》依然延續《那一夜》穿梭時空、藉古諷今的歷史包袱……交錯時空的諧擬成為這次讓觀眾瘋狂的主要趣味。」[9]
- 2008年，與王偉忠共同編導《寶島一村》，記錄即將消逝的眷村故事，反映三個臺灣眷村家庭自1949年起60年三代人的故事。世界巡迴至今，演出超過300場，累計超過50萬人觀賞。《寶島一村》被北京新京報評為「這個時代話劇舞台上的巔峰之作[10]」。
- 2013年，《如夢之夢》展開亞太巡迴。
- 2019年，賴聲川十年醞釀《曾經如是》在美國柏克萊用英文創作，在上海用中文做世界首演。上海社科院研究員蒯大申評「此劇充滿哲思，極具思想張力」。被美國教授Shannon Jackson稱為「一種新型態的劇場，適合反應二十一世紀帶來的壓力。」影評人周黎明讚嘆「賴聲川戲劇創作的又一道險峰奇景。」
- 2020年，賴聲川第四十部劇場作品《江／雲・之／間》

## 家庭
其妻丁乃竺，其岳父丁中江曾是老三臺的政治評論員。賴聲川與丁乃竺生有二女。

## 評價

### 藝術成就
- 賴聲川是華文世界最著名的劇場工作者之一，被《亞洲週刊》譽為「亞洲劇場導演之翹楚」[11]。英國國家廣播公司（BBC）稱「現今中文最頂尖的劇作家」[12]。」。《中國日報》譽為「亞洲最偉大的劇作家」[13]。TimeOut稱他為「亞洲的旗艦劇作家導演」[14]。《錫比烏名人步道》說： 「他的作品整體在現代中文世界中，不論量或深度，都無人能比。」[15]《百老匯世界》(Broadway World)說「他是華人世界最著名的劇作家及導演，而他的整體作品--至今包括35部原創戲劇，重新定義了我們如何思考這門藝術本身。」[16]2007年入選中國話劇百年名人堂。日本NHK電視台稱他為「台灣劇場最燦爛的一顆星」[來源請求]。美國橘郡記事報稱他為「台灣現代劇場的創造者……世界上很少劇場藝術家有賴聲川如此廣遠的成就」[17]。遠東經濟評論曾稱其作品為「中國語文世界中最精彩的戲劇」[18]。美國新聞週刊說其作品「是最新的印證，台灣正創造著亞洲最大膽的中國藝術」[19]。新加坡聯合早報說其作品「為世界華語劇場創造了一種嶄新的悲喜劇經驗」[20]。2019年，賴聲川獲頒羅馬尼亞錫比烏藝術節名人步道上一顆星，獲獎文說：「賴聲川是華語世界最著名、最受人喜愛的藝術家，他不僅是劇作家，戲劇、歌劇和電影導演，也是大學教授、戲劇節總監，同時還是為世界各地文化和藝術家之間搭建橋梁的建立者，以其諸多傑出創作獲此殊榮。」[21][22]

- 賴聲川在文化創意產業中的創舉，在於他能夠創造出「精緻藝術」與「大眾文化」的稀有結合，能夠創造出新而有深度、厚度及高度的劇場文化，進而創造新市場、新觀眾以及新文化創意產業。中國作家余秋雨認為，賴聲川和他領導的劇團表演工作坊「總能彈撥到無數觀眾的心弦」[23]。2006年，賴出版多年創作的創意奧祕《賴聲川的創意學》一書，已成為華人世界對創意文化的重要論述，許多大企業把它當高級幹部必讀之書，英文版正在籌備中。2011年，賴展開《賴聲川的戲劇學》戲劇研習大師班巡迴講學，將三十年的編劇、導演、即興創作心得與經驗和戲劇工作者分享。2019年中國大陸出版《賴聲川劇作集》首次有規模地集結出版，收錄了九部經典劇作：《如夢之夢》、《暗戀桃花源》、《寶島一村》、《十三角關係》、《圓環物語》、《水中之書》、《在那遙遠的星球，一粒沙》、《如影隨行》、《紅色的天空》。
- 2007年，賴聲川出版了《賴聲川的創意學》，因對如何培養創造力的獨特見解，而在商界和藝術讀者中贏得了聲譽，成為華人地區的暢銷書。
- 賴聲川除了東西方戲劇，對於古典音樂的研究深刻。2006年，國立中正文化中心舉辦莫札特250誕辰慶祝活動，邀請賴聲川執導，與國家交響樂團(N S O)合作三部莫札特歌劇：《女人皆如此》、《唐·喬望尼》及《費加洛婚禮》。
- 賴聲川在中西文化交流上亦有相當貢獻。2015年4月，《桃花源暗戀》於奧勒岡莎士比亞戲劇節，以英語進行了為期半年的演出。2016年受舊金山歌劇院之邀，執導經典歌劇《紅樓夢》。2018年，漢廷頓圖書館（The Huntington Library）落成百年紀念活動中，賴聲川受加州藝術學院、漢廷頓圖書館與美術館之邀，與上海崑劇團為漢廷頓圖書館製作《遊園．流芳》，於其中式庭園演出。2022年，美國密西根大學出版社出版三冊由賴聲川親自翻譯，Lissa Tyler Renaud編輯的 Selected Plays of Stan Lai，其中劇作包含《暗戀桃花源》、《這一夜，誰來說相聲？》、《回頭是彼岸》、《十三角關係》、《千禧夜，我們說相聲》、《我和我和他和她》、《在那遙遠的星球，一粒沙》、《如影隨行》、《寶島一村》、《水中之書》、《如夢之夢》、《曾經如是》十二部劇作。

### 爭議
- 2011年，賴聲川擔任中華民國建國百年國慶晚會夢想家藝術總監，遭受在野黨指控不當使用中華民國馬英九政府國家經費－兩天耗資約新台幣兩億一千五百萬元，部分人士質疑費用過於高昂及帳目不清等財務問題，經查證此經費並非賴聲川一人獨得，表演工作坊只是13個標案中的1個，實際委託只有三千九百萬元，但只用兩千七百萬元，主要是800多位技術、行政人員的長期費用、100多名演員酬勞，以及燈光、服裝電視轉備等成本。[24][25]經檢方過濾全案審核、發包底價訂定驗收及付款等程，還括承辦人員和得標廠商間的資金往來，3名被告馬英九、吳敦義和盛治仁均查無違法事證，未涉刑罪嫌予以簽結。[26] 2013年監察院以此案涉及行政缺失，糾正行政院與文化部（前文建會）。[27][28][29][30][31][32] 這次事件成為2012年中華民國總統選舉的議題之一，還登上台灣2011年十大藝文新聞第一名[33]。

- 2011年11月，2008年台灣文學獎創作類劇本獎金典獎得主陳慕義公開投書自由時報，指賴聲川早年自美返台，任教於國立藝術學院（即現在國立台北藝術大學前身），多次將與學生共同自由聯想、合作創作的集體作品，獨攬為一人成就，包括演出與劇團本身都與國立藝術學院戲劇系第一屆學生切割[34]。該篇投書並未使自由時報進一步採訪賴聲川本人。

- 2012年12月，《如夢之夢》重新製作展開亞太巡演，部分臺灣劇場界對於該作真正所有權人提出議論：認為當年國立藝術學院（即現在國立台北藝術大學前身）學生雖曾以演員身份參與該劇創作工作卻未獲具名和金錢利益，且源自臺灣劇場界的《如夢之夢》，重新製作選用台灣演員較少 。表演工作坊經理表示，當年所有參與工作的演員均簽署著作權同意書[35]，且「如夢之夢」首次發表於加州柏克萊大學戲劇工作坊。[36]

- 2013年7月，臺灣資深文化人馮光遠於部落格悼念劇場工作者李國修一文中公開揭露，表演工作坊的出版物（《賴聲川：劇場1》頁405）上《那一夜，我們說相聲》首演資料題為賴聲川「主持之集體即興創作」，然後才再列李國修與李立群參與創作，實際上《那一夜，我們說相聲》此一作品應為李國修與李立群兩人原創，並非賴聲川所著作[37]。賴聲川在美國隔海回應，「當年《那一夜，我們說相聲》為三人共同創作（節目單上載明編劇為賴聲川、李立群、李國修三人具名[38]）」，而《那一夜，我們說相聲》共同創作者李立群則回應：《那一夜》為三人共同創作。[39]另外，臺灣資深文化人馮光遠於部落格撰文表示，收到國修弟子的簡訊，提及《暗戀桃花源》由李國修發想點子。[40]對此屏風表演班執行導演黃致凱表示，李國修出走乃因其創作理念因素，且李國修一直很敬重賴聲川。另外「《暗戀桃花源》創作期間，李國修因為出國並未參與」[41]。《暗戀桃花源》參與創作的李立群也上傳youtube影像說明創作原委，表示李國修沒有參與創作，主要參與創作的人是賴聲川、丁乃竺、金士傑、顧寶明、李立群、金士會等，規劃是賴聲川，導演是賴聲川[42]。此次事件顯示，集體即興創作的模式有可能引發創意所有權歸屬的爭議。

- 2014年9月，國立中興大學 - 臺灣文學與跨國文化研究所助理教授，汪俊彥，於第四十三卷第三期《中外文學》中，以「斷裂的歷史」與「重複的差異」的論點，來說明賴聲川在夢想家中對於中國/臺灣認同的爭議。以過去賴聲川「相聲劇」的風格與形式，說明如何以「不連續的歷史」，挑戰民族國家對於歷史連續性的主體想像[43]，以此觀點處理劇評家鴻鴻對於《夢想家》中華民國與台灣被切割的議論。[44]

## 作品

### 舞台劇

#### 原創舞台劇（編劇與導演）
備註：賴聲川早年的戲劇經常運用集體即興創作的手法，整個集體即興創作的過程由他起始、發想故事及主題，擬定戲劇架構、選擇演員，以及主導排練過程（註解：”How I Wright Plays, Selected Plays of Stan Lai, Ed. Lissa Tyler Renaud, University of Michigan Press, 2022）。賴聲川除了提出原始創意、綱要外，也需親自將集體即興創作中的構想及創意加以組合、刪修、再融入自己原創的內容，才能完成最終的劇本。
- 《我們都是這樣長大的》（國立藝術學院戲劇系演出，1984；1984參加第五屆實驗劇展演出）
- 《摘星》（蘭陵劇坊演出，1984）
- 《過客》（國立藝術學院戲劇系演出、1984；1985參加鑼聲定目劇場劇展演出）
- 《那一夜，我們說相聲》（【表演工作坊】演出，1985；1993重演，1994美國、亞洲巡迴）
- 《變奏巴哈》（國立藝術學院戲劇系演出，1985）
- 《暗戀桃花源》（【表演工作坊】演出，1986；1991重演、美國、亞洲巡迴；1992拍攝成電影；1999重演；2006四度重演，與明華園歌仔戲團合作演出；2006北京版巡迴大陸；2007於美國導演英文版；2007於香港導演粵語版即兩岸三地版）
- 《田園生活》（國立藝術學院戲劇系演出，1986）
- 《圓環物語 （页面存档备份，存于）》（【表演工作坊】演出，1987）
- 《西遊記 （页面存档备份，存于）》（【表演工作坊】演出，1987）
- 《回頭是彼岸 （页面存档备份，存于）》（【表演工作坊】演出，1989；1990亞洲巡迴）
- 《這一夜，誰來說相聲？》（【表演工作坊】演出，1989；1989-90美國、亞洲巡迴）
- 《臺灣怪譚 （页面存档备份，存于）》（【表演工作坊】演出，1991）
- 《紅色的天空 （页面存档备份，存于）》（【表演工作坊】演出，1994；1994美國巡迴；1998執導香港話劇團於香港演出；1998-99執導大陸北京一級演員於北京演出）
- 《又一夜，他們說相聲》（【表演工作坊】演出，1997）
- 《先生，開個門！ （页面存档备份，存于）》（【表演工作坊】演出於香港，1998；外表坊時驗團演出於台北，2000）
- 《我和我和他和他 （页面存档备份，存于）》（【表演工作坊】演出，1998；1998代表台灣於香港第二屆華文戲劇節演出）
- 《十三角關係 （页面存档备份，存于）》（【表演工作坊】演出，1999）
- 《菩薩之三十七種修行之李爾王》（【表演工作坊】演出於香港，2000；外表坊時驗團演出於台北，2001）
- 《如夢之夢》美國加州柏克萊大學工作坊演出，2000；國立藝術學院戲劇系演出，2000；北京中央戲劇學院工作坊演出，2001；香港話劇團於香港演出，2002；【表演工作坊】演出（台北），2005；2013版（【表演工作坊】演出，北京央華文化發展公司、新加坡濱海藝術中心聯合製作，2013年演出至今。）
- 《千禧夜，我們說相聲 （页面存档备份，存于）》（【表演工作坊】演出，2000-2001；北京、上海巡演、2001；片段參加中央電視台春節聯歡晚會、2002；北京版於北京演出，結合兩岸演員、2002）
- 《新加坡即興》（與香港話劇團演員合作於新加坡演出、2002）
- 《在那遙遠的星球，一粒沙 （页面存档备份，存于）》（【表演工作坊】演出，2003；新加坡巡迴演出，2004；2007為史丹佛大學翻譯英文版）
- 《亂民全講 （页面存档备份，存于）》（【表演工作坊】演出，2003）
- 《這一夜，Women說相聲 （页面存档备份，存于）》（【表演工作坊】演出，2005；新加坡巡迴演出、2005；北京版大陸巡迴，2007）
- 《上海．故事》（上海戲劇學院實驗演出，2005）
- 《中間道》（Stories for the Dead）美國史丹福大學(Stanford University)多元藝術中心演出， 2006。
- 《如影隨行》（【表演工作坊】演出，2007；新加坡巡迴演出、2008；大陸北京，上海，蘇州，深圳等地巡迴，2008）
- 《陪我看電視》（北京中央電視台委託製作，2008；同年大陸巡迴演出；台北演出，2009）
- 《寶島一村》（【表演工作坊】演出，2008；巡演至今十年，地點包括美國、新加坡、中國大陸40多個城市））
- 《水中之書 （页面存档备份，存于）》（香港話劇團製作，2009；上劇場演出，2016年；【表演工作坊】演出，2019）
- 《快樂不用學 （页面存档备份，存于）》（【表演工作坊】演出，2010）
- 《夢想家》（行政院文化建設委員會委託【表演工作坊】製作，2011）
- 《暗戀桃花源》越劇版（【表演工作坊】演出，杭州紅星文化集團，杭州都市快報聯合製作，2010）
- 《那一夜，在旅途中說相聲 （页面存档备份，存于）》（【表演工作坊】演出，中正文化中心聯合製作，2011）
- 《十三角關係 （页面存档备份，存于）》2012版（【表演工作坊】演出，北京央華文化發展公司聯合製作，2012）
- 《暗戀桃花源》回歸經典版（【表演工作坊】演出，北京央華文化發展公司，北京曼孚文化傳播有限公司聯合製作，2012）
- 《大橋上的對話與獨白》 （2012,上海戲劇學院）
- 《夢遊》（烏鎮戲劇節演出，2014）
- 《暗戀桃花源-三十週年紀念版》(上劇場、【表演工作坊】演出, 2016年；國家兩廳院主辦，2019)
- 《藍馬 （页面存档备份，存于）》（上劇場演出，2016年；【表演工作坊】演出，2019）
- 《隱藏的寶藏 （页面存档备份，存于）》（上劇場演出，2018）
- 《遊園．流芳》（加州藝術學院、洛杉磯漢廷頓圖書館與美術館共同製作，2018）
- 《ㄠㄠ洞捌》（上劇場演出，2019）
- 《曾經如是》（上劇場演出，2019）
- 《江/雲·之/間 （页面存档备份，存于）》（【表演工作坊】演出，首演委託製作單位：國家兩廳院,2021）
- 《長巷》（烏鎮戲劇節演出，2023）
- 《鏡花水月》（會昌戲劇季001，2024）

#### 導演（劇本非原創）
- 《落腳聲－古厝中的貝克特》（劇作家貝克特；國立藝術學院戲劇系演出，1988）
- 《海鷗》（劇作家契訶夫；國立藝術學院戲劇系演出，1990；【表演工作坊】演出，北京央華文化發展有限公司聯合製作，2014年）
- 《面試》（劇作家范‧義大利；國立藝術學院戲劇系演出，1991）
- 《一夫二主 （页面存档备份，存于）》（劇作家高多尼；【表演工作坊】演出，1995）
- 《新世紀，天使隱藏人間 （页面存档备份，存于）》（劇作家庫許納；【表演工作坊】演出，1996）
- 《靈戲》（劇作家郭寶崑；新加坡實踐話劇團演出，1998）
- 《一婦五夫？！ （页面存档备份，存于）》(劇作家高多尼；【表演工作坊】演出，2001)
- 《等待狗頭 （页面存档备份，存于）》(劇作家貝克特；【表演工作坊】演出，2001)
- 《連臺戲：讓我牽著你的手……》（劇作家 Carol  Rocamola、翻譯賴聲川；【表演工作坊】演出，北京央華文化發展有限公司聯合製作，2014）
- 《冬之旅》（劇作家萬方；【表演工作坊】演出，北京央華文化發展有限公司聯合製作，2015）
- 《北京人》（劇作家曹禺；北京央華文化發展有限公司製作，2018）
- 《艾迪亞曾經在此 （页面存档备份，存于）》（劇場音樂會，2023）

#### 舞台設計
- 《摘星》（蘭陵劇坊演出，1984）
- 《先生，開個門！》(【表演工作坊】演出於香港，1998)
- 《絕不付帳！》(【表演工作坊】演出，1998)
- 《十三角關係》（【表演工作坊】演出，1999）
- 《菩薩之三十七種修行之李爾王》(【表演工作坊】演出於香港，2000)
- 《千禧夜，我們說相聲》（【表演工作坊】演出，2000-2001）
- 《等待狗頭》(【表演工作坊】演出，2001)
- 《出氣筒》（【表演工作坊】、外表坊時驗團演出，2004）
- 《夢遊》（烏鎮戲劇節演出，2014）
- 《鯨魚圖書館》（兒童劇，2018）
- 《ㄠㄠ洞捌》（上劇場演出，2019年）
- 《如夢之夢》（2022版）
- 《長巷》（烏鎮戲劇節演出，2023）
- 《鏡花水月》（會昌戲劇季001，2024）

### 電影

#### 編劇、導演
- 《暗戀桃花源》（1992）
- 《飛俠阿達》（1994）起始主題是輕功，在穿鑿地下幫會組織紅蓮會，還有金融泡沫背景，可說表達當時社會主觀價值。

#### 監製
- 《牯嶺街少年殺人事件》(楊德昌導演，1991)
- 《這兒是香格里拉 （页面存档备份，存于）》（丁乃箏導演，2009）

### 歌劇（導演）
- 莫札特《唐·喬望尼》（Mozart’s Don Giovanni）; 國家交響樂團演出，2004
- 莫札特《女人皆如此》（Mozart’s Cosi fan Tutte）; 國家交響樂團演出，2006
- 莫札特《費加洛的婚禮》（Mozart’s Le Nozze di Figaro）; 國家交響樂團演出，2006
- 《紅樓夢》（Dream of the Red Chamber）; 舊金山歌劇院(San Francisco Opera)演出，2016、2022；香港藝術節演出，2017.

### 電視（編劇與導演）
- 《我們一家都是人》（1995-97, 共244集）
- 《我們兩家都是人》（2004, 共57集）
- 《千禧夜，我們說相聲》片段於北京中央電視台除夕夜「春節聯歡晚會」，2002
- 《王子富仇記》網路劇，2017

### 廣播主持
- 《即興的靈感》爵士樂節目，中國廣播公司，1988-91

### 出版著作
- 《那一夜，我們說相聲》。台北：皇冠，1986。
- 《暗戀桃花源》。台北：皇冠，1986。
- 《圓環物語》。台北：皇冠，1987。
- 《今之昔》（品特二齣劇本之翻譯）。台北：皇冠，1987。
- 《西遊記》。台北：皇冠，1988。
- 《回頭是彼岸》。台北：皇冠，1989。
- The Peach Blossom Land. 英文版，收於Oxford Anthology of Contemporary Chinese Drama. Trans. Martha Cheung. Oxford: Oxford University Press, 1997.
- 《賴聲川：劇場》四冊。台北：元尊，1999。
- 《如夢之夢》。台北：遠流，2001。
- 《對照：賴聲川劇作》。台北：群聲，2005。
- 《兩夜情：賴聲川劇作》。台北：群聲，2005。
- 《拼貼：賴聲川劇作》。台北：群聲，2005。
- 《世紀之音：賴聲川劇作》。台北：群聲，2005。
- 《魔幻都市：賴聲川劇作》。台北：群聲，2005。
- 《賴聲川的創意學》。台北：天下雜誌，2006。北京：中信，2006。北京：廣西師大，2011。
- 《賴聲川劇場，第一集》北京：東方，2007。
- 《賴聲川劇場，第二集》北京：東方，2007。
- 《寶島一村》。臺北：表演藝術雜誌社，2011。
- 《如夢之夢》。臺北：表演藝術雜誌社，2013。
- 《賴聲川劇作集》（套裝全九冊）。北京：中信，2019。
- 《賴聲川劇作集》（套裝全七冊）。北京：中信，2020。
- Selected Plays of Stan Lai．（三冊）美國密西根大學出版社（University of Michigan Press），Lissa Tyler Renaud編輯, 2022

### 翻譯

#### 劇場作品
- 《今之昔》（品特二齣劇本之翻譯）。台北：皇冠，1987。
- 達利歐‧弗：《意外死亡（非常意外！）》。台北；唐山，2001。
- 契訶夫《海鷗》（新劇本（p.49-p.77））。北京，2015。

#### 哲學與佛法
- 馬修‧李加德，《僧侶與哲學家》。台北：先覺，1999。
- 《頂果親哲法王傳》。台北；橡樹林，2001。
- 頂果親哲法王，《証悟的勇氣》台北；橡樹林，2005。
- 馬修‧李加德，《快樂學》。台北：天下雜誌，2007。

## 外部連結
- 表演工作坊 （页面存档备份，存于）
  - 又一夜的奇蹟 （页面存档备份，存于）
  - 這兒是香格里拉 （页面存档备份，存于）
- 東南衛視-賴聲川談那一年北京公演 （页面存档备份，存于）
- 賴聲川 丁乃竺 低聲密語30年 （页面存档备份，存于）
- 一個屋簷下 各關禁閉 只打電話 （页面存档备份，存于）
- 賴聲川女兒印度出嫁 花之雨祝福 （页面存档备份，存于）
- 賴聲川女兒賴梵耘 下月嫁不丹貴族[永久]
- 賴聲川在互联网电影资料库（IMDb）上的資料（英文）
- 賴聲川在香港影庫上的簡介
- 台灣作家作品目錄資料庫——賴聲川 （页面存档备份，存于）